# Матебула, Питер
Питер Матебула (англ. Peter Mathebula; 3 июля 1952, Махлакенг, Гаутенг, ЮАР — 18 января 2020) — южноафриканский боксёр-профессионал, выступавший в наилегчайшей (Flyweight) весовой категории. Чемпион мира по версии ВБА (WBA).

## Результаты боёв
| Бой | Дата | Соперник | Судьи | Место боя | Раундов | Результат | Дополнительно |
| --- | ---- | -------- | ----- | --------- | ------- | --------- | ------------- |
|     |      |          |       |           |         |           |               |
| Бой | Дата | Соперник | Судьи | Место боя | Раундов | Результат | Дополнительно |